# Pedra da Boca (Minas Gerais)
A Pedra da Boca, também conhecida como Pedra do Caladão, é um inselberg localizado na divisa dos municípios de Teófilo Otoni e Ataléia, no estado brasileiro de Minas Gerais, às margens da rodovia MGT-418. Tem formato de uma grande baleia, sendo que a fenda frontal em formato de uma boca deu origem ao nome da pedra. O cume está a uma altitude de 1 005 m.
A Pedra da Boca é um afloramento monolítico em forma de cúpula, que abriga um alto número de espécies de vegetais e uma taxa de endemismo elevada.